# Stenoplax boogii
Stenoplax boogii är en blötdjursart som först beskrevs av Alfred Cort Haddon 1886.  Stenoplax boogii ingår i släktet Stenoplax och familjen Ischnochitonidae. Inga underarter finns listade i Catalogue of Life.